# Pedro de Villegas Marmolejo
Pedro de Villegas Marmolejo (Sevilla, 1519-1596) fue un pintor y escultor español del Renacimiento.

## Biografía
Probablemente, su padre fue pintor y trabajó en el Alcázar de Sevilla entre 1497 y 1530. En 1541 aparece en el gremio de pintores de Sevilla. En 1542 contrajo matrimonio con Marvía Salvago, que murió antes de 1596. Probablemente, este matrimonio no tuvo hijos. A lo largo de su vida realizó varias obras para las Indias. Al igual que otros pintores, también era dorador y estofador. Aunque ha sido conocido como pintor, también fue escultor.
En la década de 1540 el maestre y piloto Cristóbal Muñoz, del barrio de Triana, le entregó un par de retablos (esculpidos por él) para que los vendiese en América. No obstante, Muñoz no le pagó los retablos, por lo que en 1549 tuvo un proceso civil contra él en la Casa de Contratación de Indias. Este pleito no le influyó a la hora de continuar realizando obras para América.
Entre 1546 y 1548 el teólogo Benito Arias Montano, durante su primera visita a Sevilla, entabló una amistad con Villegas que continuó durante las visitas que realizó a la ciudad: entre 1556 y 1559, entre 1578 y 1579 y esporádicamente a partir de 1588, cuando fijó su residencia en Alájar. En 1550 contaba ya con dos aprendices en su taller, uno de los cuales era Alonso Rodríguez, de Alcalá de Guadaíra. En 1558 contrató a otro aprendiz, Nicolao Ribero, de Lisboa. A partir de 1558 colaboró en algunas obras con el pintor Andrés Ramírez. Vivía en la collación de San Martín. Fue amigo del poeta Juan de Mal Lara, de la misma collación. Cuando Mal Lara fue encarcelado por la Inquisición, Villegas se hizo cargo de su casa y su dinero para atender económicamente a su esposa. Le devolvió todo cuando salió de prisión, el 17 de septiembre de 1561.
Entre julio de 1564 y enero de 1565 vivió y trabajó en Carmona, elaborando junto con Juan de Zamora, Antonio de Alfián, Gonzalo Vázquez y Pedro de Campos en la policromía del retablo mayor de la iglesia de Santa María.
Al igual que otros autores del Renacimiento, tenía un gran interés por la antigüedad. Para poder conocer la antigüedad clásica, tenía una colección de monedas y tres estatuas de mármol grandes, un niño y dos rostros antiguos. También tenía una amplia biblioteca.
Tras la muerte de Hernando de Esturmio en 1557 y ausente Pedro de Campaña desde 1562, Pedro de Villegas y Luis de Vargas estaban considerados los dos mejores pintores de la ciudad. En 1572 fue nombrado mayordomo de la Hermandad de San Lucas, del gremio de pintores. Tras esto se mudó a la calle Garbancera (hoy calle Jesús del Gran Poder) de la collación de San Lorenzo. Entre 1574 y 1578 estuvo en Écija, donde realizó algunos trabajos.
Redactó dos testamentos, en 1563 y en 1594. En su último testamento legó sus esculturas antiguas a la catedral de Sevilla y el resto de sus antigüedades y sus libros a Arias Montano.

## Obra
En el siglo XVI, los pintores de Sevilla estaban influenciados por los cuadros que llegaban de Italia y Flandes. También era habitual que ejercieran influencia en las obras los grabados y dibujos de Italia, Alemania y Flandes que circulaban por los mercados y ferias.
Son obras de atribución segura o documentadas:
- 1545. Dos retablos de imagenería vendidos en América. Desaparecidos.
- C. 1546-1548. Virgen con el Niño. Desaparecido.
- C. 1546-1548. San Juanito. Desaparecido.
- 1553. Pinturas del retablo del hospital de San Lázaro. Contaba con 10 pinturas. En la actualidad han desaparecido las dedicadas al Padre Eterno, la Anunciación y san Lázaro. La Coronación de espinas y Jesús con la cruz a cuestas son de Juan Chacón. Hay dos cuadros dedicados a María Magdalena, obra de Villegas, que no aparecían en el contrato inicial.[20] Sevilla.
- 1554. Cristo Fuente de la Vida. Iglesia de San Gil. Écija, provincia de Sevilla.
- 1555. Cristo Fuente de la Vida. Iglesia de Santa Cruz. Écija, provincia de Sevilla.
- 1557. Cuatro retablos, seis portapaces y seis cruces de altar de madera pintados y policromados. Enviados a Puerto Cabello.[7] Desaparecidos.
- 1558. Talla y policromía de una viga[21] para la iglesia de San Vicente. Sevilla. Desaparecida.
- 1561-1568. Pinturas de la vida de Cristo para un retablo. Desaparecidas.
- C. 1563. Pinturas de un retablo. Iglesia de San Gil. Sevilla. Desaparecidas.
- 1563. Dorado y estofado de un retablo. Sin identificar.
- 1563. Policromía de una Virgen de Juan Bautista Vázquez el Viejo. Sin identificar.
- C. 1560-1566. Boceto de un retablo de la Concepción. Iglesia de Nuestra Señora de la Oliva. Lebrija. Desaparecido.
- 1564-1565 y 1566-1570. Dorado y estofado del retablo mayor de la iglesia de Santa María. Carmona, provincia de Sevilla.
- 1566-1567. Pinturas del retablo de la Visitación. En un lado del banco del retablo están los retratos del capellán Diego Bolaños y sus familiares masculinos y en el otro están los familiares femeninos y el escudo de armas de la familia Bolaños.[22] En el centro del primer cuerpo está la pintura de la Visitación. El centro lo ocupa un San Jerónimo realizado por Jerónimo Hernández. En un lado están Santiago y San Blas y, en el otro, el Bautismo de Cristo y San Sebastián.[23] Catedral de Sevilla.
- 1566-1567. Dorado y estofado del San Jerónimo de Jerónimo Hernández. Catedral de Sevilla.
- 1567-1568. Pinturas de un retablo. Puebla de los Infantes. Perdidas en 1936.[23]
- 1567-1568. Pinturas del retablo mayor del monasterio de Monte Sion. Sevilla. Desaparecidas.
- 1568. Pinturas del retablo de la Virgen de los Remedios. Capilla del Cristo de las Siete Palabras. Iglesia de San Vicente. Sevilla. El retablo fue realizado por el escultor Jerónimo Hernández. Aunque no se conserva el retablo de Hernández, el retablo actual sí conserva las nueve pinturas realizadas por Villegas. La imagen central es la pintura de la Virgen de los Remedios.[24]
- 1568. Varias obras en el hospital de las Cinco Llagas. Sevilla. Sin identificar.
- 1570. Pinturas del retablo de San Lorenzo. En el banco aparece el martirio de san Lorenzo, copiado de un grabado de M. A. Raimondi, que lo hizo copiando un dibujo de Baccio Bandinelli. En el primer cuerpo están San Sebastián, San Pedro, San Lorenzo, San Fulgencio y San Pablo. Arriba esta la Anunciación, flanqueada por Santa Bárbara y Santa Catalina.[25] Iglesia de Santa María. Écija, provincia de Sevilla.
- 1570-1572. Dorado y estofado del retablo del sagrario de la iglesia de Santa María. Écija. Desaparecido.
- 1575-1580. Sagrada Familia con san Juanito, santo Tomás y santa Catalina. Museo de Bellas Artes de Sevilla.
- C. 1575. Visitación, Santiago y San Andrés. Convento de Madre de Dios. Sevilla.
- 1576. Pinturas del retablo del hospital de la Misericordia. Sevilla. Desaparecidas.
- 1576-1577. Pinturas de un retablo para Juan Alonso de Coto, arcediano de Cuzco, cuando habitaba en Moguer.[26] Desaparecidas.
- 1577. Dorado y estofado del retablo de San Marcos. Iglesia de Santiago. Écija, provincia de Sevilla. Desaparecido.
- 1578. Pinturas de un retablo para Antón García Banegas. Moguer. Desaparecidas.
- 1580. Pinturas para un retablo de la sacristía de los Cálices. Catedral de Sevilla. Desaparecidas.
- 1581. Escultura de un Cristo crucificado. Monasterio de San Miguel de los Ángeles. Sanlúcar la Mayor, provincia de Sevilla. Desaparecida.
- 1582-1584. Dorado y estofado del retablo de la Virgen del Rosario. Basílica y convento de Santo Domingo, Lima. Perdida la policromía original.
- C. 1585. Sagrada Familia con san Juanito. Iglesia de San Lorenzo. Sevilla.
- C. 1586. Escultura de la Virgen. Ermita de la Reina de los Ángeles. Alájar, provincia de Huelva. Destruida en 1936.
- C. 1586. San Pedro. Ermita de la Reina de los Ángeles. Alájar, provincia de Huelva. Destruida en 1936.
- C. 1586. San Pablo. Ermita de la Reina de los Ángeles. Alájar, provincia de Huelva. Destruida en 1936.
- 1588. Pinturas del retablo para Catalina de Cervantes. Iglesia de San Miguel. Sevilla. Desaparecidas.
- 1593. Anunciación. Iglesia de San Lorenzo. Sevilla.
- 1593. Visitación. Iglesia de San Lorenzo. Sevilla.
- Antes de 1590. Pinturas de un retablo para la iglesia de Santa María. Guadajoz, provincia de Sevilla. Desaparecidas.
- Antes de 1594. Escultura de la Magdalena. Desaparecida.
- Antes de 1594. Cristo yacente. Escultura de tamaño natural. Desaparecida.

- Último cuarto del Siglo XVI. Pinturas del retablo de la Virgen de las Nieves. Lepe, provincia de Huelva. Dañadas en 1936. Dos de las tablas sobrevivieron a los destrozos del templo. Una de ellas fue  depositada en el Museo Diocesano de Huelva, concretamente la lateral con el sueño del Patricio.  Actualmente la tabla han sido de nuevo trasladada al templo Parroquial de Santo Domingo de Guzmán . La otra tabla, se daba por desaparecida desde la reconstrucción del templo pero, al parecer, ha aparecido en la reciente restauración del templo (pendiente de confirmar).

Es una obra de su taller la Inmaculada Concepción de la iglesia de Nuestra Señora de la Oliva de Lebrija.
Son atribuciones:
- San Pedro y San Pablo. Iglesia de San Martín. Sevilla.
- Pinturas del retablo de San Francisco. Iglesia de Santa Ana. Sevilla.
- Virgen de la Antigua. Iglesia de Santa María. Écija, provincia de Sevilla.
- Retablo de San Vicente. Fechado entre 1560 y 1565, pudo haber sido realizado total o parcialmente por Villegas. En un principio el centro estaba ocupado por un San Vicente, aunque en la actualidad tiene a una Virgen de la Luz. Iglesia de San Vicente. Lucena del Puerto, provincia de Huelva.[24]
- La Epifanía. Una obra de la Adoración de los Reyes del siglo XVI en la capilla de los Caballeros de Santiago de la Pontificia Real Basílica de Santiago de los Españoles, en Nápoles.[24]

Villegas legó en su testamento a Arias Montano todos los cuadros que conservaba. En 1597 Arias Montano legó sus cuadros a su discípulo Pedro de Valencia, entre los cuales había 24 cuadros de Villegas. En los cuadros de Montano había escenas bíblicas, escenas mitológicas y varios retratos. Entre esos retratos había uno retrato de Villegas y otro de Arias Montano. Estos cuadros no se conservan.
Obras tradicionalmente atribuidas y desaparecidas:
- Estigmatización de san Francisco.
- San Sebastián.
- Nacimiento.
- Sagrada Familia con san Juanito.
- San Miguel.
- Juicio de Salomón.
- Bodas místicas de santa Catalina.